# クロロゲン酸ヒドロラーゼ
クロロゲン酸ヒドロラーゼ(Chlorogenate hydrolase、EC 3.1.1.42)は、以下の化学反応を触媒する酵素である。
クロロゲン酸 + 水{\displaystyle \rightleftharpoons }コーヒー酸 + キナ酸
従って、基質はクロロゲン酸と水の2つ、生成物はコーヒー酸とキナ酸の2つである。
この酵素は加水分解酵素に分類され、特にエステル結合に作用する。系統名は、クロロゲン酸 ヒドロラーゼ(Chlorogenate hydrolase)である。クロロゲナーゼ(chlorogenase)等と呼ばれることもある。